# 麦秋 (1934年の映画)
『麦秋』（むぎのあき、原題：Our Daily Bread）は、キング・ヴィダー監督による1934年製作のアメリカ映画。

## 解説
ヴィダー監督による『群衆』と同じ名前の主人公を配した、『群衆』の続編とも呼べる作品である。世界恐慌の時代を背景に、ジョン・メアリーという一組の夫婦を中心にして、ある農場に集まり、数々の困難にも負けずに力を合わせて働く人々の姿を描いている。
共同体システムによる自給自足農業についての雑誌記事を読んだヴィダーはまず、『群衆』でも組んだメトロ・ゴールドウィン・メイヤー (MGM) のプロデューサー、アーヴィング・タルバーグのもとにこの企画を持ち込んだが、タルバーグは「このテーマは急進的すぎる上にすぐ古くなる」として取り合わなかった。このため、ヴィダーは自ら製作を務め、自宅を抵当に入れるなどして「この映画には私のハートだけでなく、シャツまで注ぎ込んだ」と自ら語るほどの私財を投入した。ヴィダーはさらに、新聞記事をスクラップする係の少女を1年間雇い、ロサンゼルスの路上で失業者たちをエキストラにスカウトするなどして準備を重ねた。
ヴィダーは当初、『群衆』で主演を務めたジェームズ・マーレーを本作でも主演に据えることを考えていたが、当時アルコール依存症に苦しんでいたマーレーは俳優を引退し、路上で物乞いをしていた。ヴィダーはマーレーを探し出し、酒をやめて立ち直ることを条件に出演を依頼したが、マーレーは「私が街中であなたを呼び止めて少しばかり金を借りようとしたからといって、あなたは私に何か指図できると思っているのか」と言って断った。このため、主演はトム・キーンが務めることになった。
その他の役についても資金難のため有名俳優は起用できなかったが、ヴィダーの姿勢に共感したスタッフが多数参加した。ヴィダーの友人であるチャールズ・チャップリンも、自ら設立したユナイテッド・アーティスツで本作を配給しヴィダーを助けた。一方、共同体での農業という作品テーマのため、公開当時は社会主義的という批評もされ、カリフォルニア州では封切りが遅れたり、ロサンゼルス・タイムズ紙には広告掲載を拒否されたりといった影響もあった。

## あらすじ
ジョンと妻・メアリーのシムズ家は、ジョンが失業中のため先の見通しがまったく立っていない。仕事を求めて毎日並んでも、他にも何百人といる失業者に対して与えられる仕事はわずか。ジョンのおじが「自分が抵当に持っている農場を使え」という申し出をしてくれたので、ありがたくこれを受けて農場に入った2人だが、都会人の二人は農業などやったことがなく、何から手をつけていいかわからない。
そこへ、クリスというスウェーデン移民の男が通りかかる。ミネソタから来たという彼もやはり失業中で、職を探してカリフォルニアへ向かうところだが、もう車のガソリンがほとんど残っていないという。「それならば一緒にこの農場で働かないか」というジョン。クリスも了解した。クリスとその家族のおかげで、開墾作業は前に進みはじめた。
ジョンは「自分やクリスのような、仕事はないけれどやる気と能力はあるという人が他にもいるはずだ」と思いつき、さらに人を集めようと、道端に立て札を出して手に職を持つ人々を招き入れる。こうして、農民や大工、床屋から葬儀屋まで様々な職業の仲間たちが新たに加わった。彼らは農場で共に畑を耕し、家を建てて生活し、ユートピア的な共同体を築き上げていく。共同体のリーダーにはジョンが選ばれた。
農場の抵当が流れ、保安官がやってきて農場の競売が開かれる。農場を買って一儲けをしようと目論む資本家もいる。しかし、農場の人々は無言の圧力をかけ入札をさせない。結果的に、農場は驚くほどの安値で仲間たちが落札することができた。
作物も育ちはじめ、出だしは順調かと思われた。だが、収穫までは現金収入の道がない。食料などの物資も蓄えが尽きかけていた。ある日、農場の仲間のひとりであるルーイがクリスに「実は、自分はお尋ね者で500ドルの懸賞金がかかっている。俺を保安官のところに連れていけば500ドルを皆のために持って帰れる」という話をする。クリスはこれを断るものの、ルーイは新参の女・サリーに同じ話を持ちかけた。こうして500ドルが入った農場はひとまず危機を脱した。
しかし、次にやってきたのは干ばつであった。晴天が続き、まったく雨が降らない。作物は枯れる一歩手前という状態になり、なすすべのないジョンもリーダーとしての自信を失いかけていた。ある夜、サリーの甘言に乗せられてしまったジョンは、彼女と二人車に乗って農場を抜け出る。だが、途中で彼が聞いたのは、川の上流の水力発電所が稼動している音であった。「発電所が動いているということは川に水がある。川から水路を引けば農場は助かるはずだ」。農場に取って返したジョンは水路の建設を仲間たちに呼びかけ、作業が始まった。昼も夜も続いた作業の末、完成した水路を通って川の水が農場の畑に流れ込んだ。収穫期、畑一杯に実った作物に囲まれて喜ぶ農場の人々の姿があった。

## 配役
- ジョン：トム・キーン
- メアリー：カレン・モーリー
- クリス：ジョン・クォーレン
- ルーイ：アディソン・リチャーズ
- サリー：バーバラ・ペッパー

## スタッフ
- 監督：キング・ヴィダー
- 製作：キング・ヴィダー
- 原作：キング・ヴィダー
- 脚本：エリザベス・ヒル
- 撮影：ロバート・プランク
- 音楽：アルフレッド・ニューマン
- 編集：ロイド・ノスラー